# 頓涅茨河
頓內次河（羅馬化：Dinets），又稱北顿涅茨河（羅馬化：Siverskyi Donets，羅馬化：Severskiy Donets），是俄羅斯與烏克蘭的河流，發源自別爾哥羅德以北的中俄羅斯高地，向東南流經烏克蘭的哈爾科夫州、頓涅茨克州和盧甘斯克州，最後在俄羅斯羅斯托夫州離亞速海100公里處流入頓河，河道全長1,053公里。

## 词源学
顿河与頓內次河的名称来源于萨尔马提亚语的“河”（Dānu） 。斯基泰-萨尔马提亚人自公元前1100年至中世纪早期在这一区域居住。
在公元2世纪，克劳狄乌斯·托勒密将顿涅茨河流入的顿河称为塔奈斯（Tanais），并且西欧人认识到顿河有一条重要的支流，他们称之为小塔奈斯或顿涅茨（Donetz） 。頓內次河的乌克兰语名Сіверський Донець是因为这条河起源于塞韋里亞尼人居住的土地这一事实。意大利-波兰编年史家亚历山大·瓜尼尼（Alexander Guagnini，1538-1614年）写到：“还有另一个小塔奈斯，它起源于塞维尔斯基公国（因此被称为顿涅茨-塞维尔斯基），流入亚速海上方的大塔奈斯（顿河）”。这个词头有“北”的意思，因此这条河也译为“北頓內次河”（羅馬化：Siverskyi Donets）。但这并不是这个名称的词源。

## 历史

### 乌俄战争

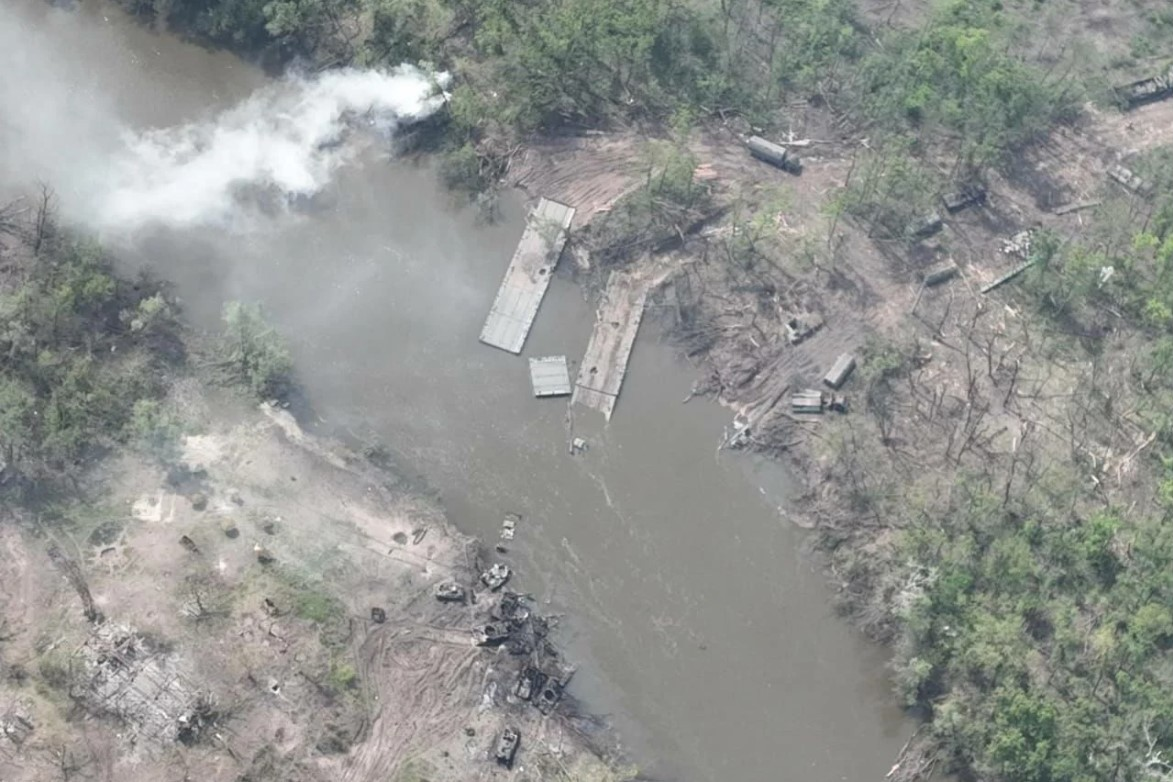
比洛霍里夫卡附近被摧毁的俄罗斯浮桥和车辆

2022年5月，入侵乌克兰的俄国军队几次试图渡过頓內次河，但遭乌军阻击损失惨重。5月初，俄军在頓內次河上建立了四个渡河点和几个桥头堡，其中一处在比洛霍里夫卡（48°57′08″N 38°13′43″E / 48.952268°N 38.228645°E），德罗尼夫卡附近另有两个渡河点 (48°56′19″N 38°03′37″E / 48.938486°N 38.060246°E 和 48°56′18″N 38°03′36″E / 48.938332°N 38.059901°E)，渡河的俄军被遭乌军以无人机修正的远程炮火覆盖，所有浮桥均被摧毁，河岸两侧有80-100辆坦克装甲车被毁。几天之间，俄军在此便损失了两个营级战术群。